# Le Courage
 (mai 2018).
Le Courage est une revue littéraire et de création fondée en 2015 par l'écrivain et éditeur Charles Dantzig.

## Description
Revue littéraire internationale, Le Courage paraît une fois l'an. À côté de textes rédigés en français, on trouve des collaborations dans toutes les langues du monde. Les quatre langues principales de l'Europe (anglais, espagnol, italien, allemand) ne sont pas traduites. Les textes dans les autres langues (hébreu, arabe, chinois, grec, russe , etc.) sont, quant à eux, proposés en version bilingue,. 
Chaque numéro est placé sous un thème différent. Une des spécificités de la revue est d'être pensée comme un essai à plusieurs auteurs. 

### Auteurs
La revue accueille des écrivains et des artistes du monde entier. Ainsi on y retrouve des textes d'auteurs tels que Karl Ove Knausgård, Daniel Mendelsohn, Patrick McGuinness, Sergei Guriev, ou encore Chun Sue, dissidente chinoise. Parmi les écrivains d'expression française la revue compte notamment Charles Dantzig, Laurent Nunez, Clémentine Mélois, William Marx ou Patrick Roegiers. Le Courage présente également les collaborations de journalistes ou de personnalités publiques (Laurent Le Bon, Loïc Prigent, Sandrine Treiner). 
En plus des textes, Le Courage publie le travail d'artistes contemporains (Carlos Cruz-Díez, Paul Andreu). On y retrouve aussi bien une forme de « film imaginaire » élaboré à partir de photographies sous-titrées, du réalisateur Christophe Honoré, que des dessins inédits de l'artiste italien Fausto Melotti. 
Pour chaque nouveau numéro, Le Courage accueille des jeunes écrivains dont c'est la première publication qui, en plus de leur contribution (nouvelles, poèmes, essais), proposent un dialogue sur une question en rapport avec le thème de la revue. 
La revue publie aussi des traductions de textes inédits en langue française (Klaus Mann, dans le numéro 3) et des extraits de discours d'hommes politiques ; on retrouve, par exemple, le discours d'adieu de Barack Obama (le 10 janvier 2017 à Chicago) ; ou encore, le discours à la communauté LGBTIQ du Canada par Justin Trudeau. 

### Thématiques

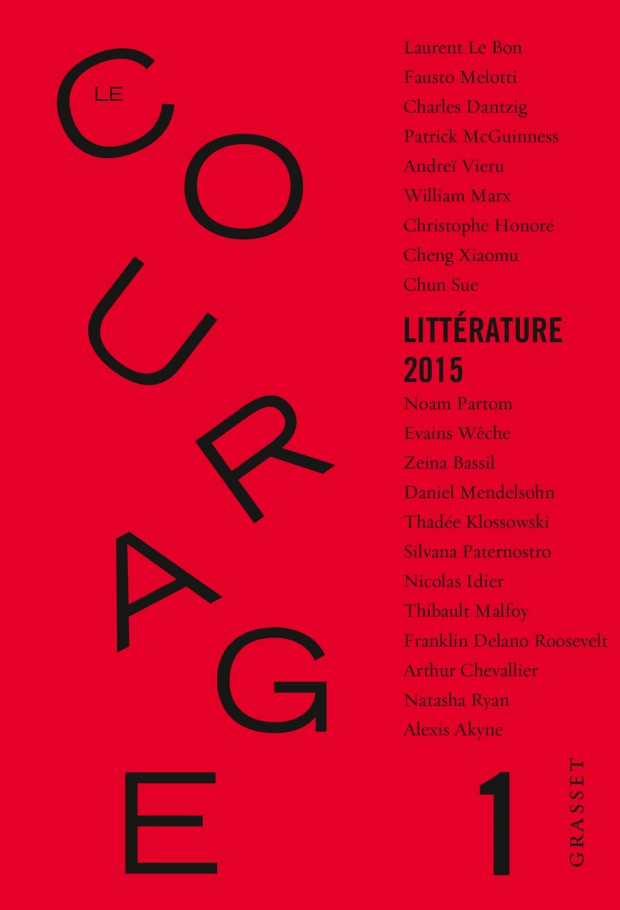
Couverture du premier numéro de la revue Le Courage

- Dans le premier numéro sont abordés de manière générale la littérature et la création en 2015 : « ce qu’elles sont, leurs conditions de possibilité, leurs héros, leur présent certain, leur avenir souhaitable »[4].
- Le deuxième numéro du Courage, Les Salauds, est pensé comme un « essai à plusieurs auteurs »[5]. Sont évoqués au fil des pages : Anders Breivik (par le romancier Karl Ove Knausgård) ; George W. Bush (par E. L. Doctorow); Talaat Pacha, organisateur du génocide arménien de 1915 (par Anaïd Demir).
- Le thème de l'année 2017 est Âge d’or/Âge de fer : « La marée de la violence populiste déferle sur le monde. L’un est élu, l’autre menace. Qu’est-ce que cela fait ? Comment tenir ? De quelle façon protéger les choses de l’esprit [6]? » Plus de vingt écrivains et artistes du monde entier questionnent les différentes formes de populisme qui prennent racine dans nos sociétés.
- Le numéro 4 s'interroge sur les Minorités supérieures : « Depuis quelques années, les minorités sont honnies ; on les accuse d’être des communautés, de faire sécession, de comploter contre la majorité pour leur profit. Il en va des minorités comme de tout dans l’humain, le bien et le mal y sont partagés[7]. »

### Récompense
Le Courage a obtenu le prix Rive Gauche à Paris de la meilleure revue littéraire en 2017.[réf. nécessaire]

## Numéros parus
1. Littérature 2015
2. Les Salauds, 2016
3. Âge d'or / Âge de fer, 2017
4. Minorités supérieures ?, 2018
5. Orphée, retourne toi, 2019
6. Les Vingt Premières Années du XXIe siècle vues par vingt écrivains, 2020